# Noites do Sertão (livro)
Noites do sertão é um livro de João Guimarães Rosa composto de duas novelas: 'Dão-Lalalão (o devente)' e 'Buriti', que têm em comum a sensualidade se sobrepondo a convenções e preconceitos e dominando totalmente o homem e a mulher. É o terceiro dos volumes em que foram divididas as histórias originalmente publicadas em Corpo de Baile. O livro ganhou o Prêmio Jabuti de Produção Gráfica (menção honrosa) em 2002.